# Веделово море
Веделово море је рубно море Јужног океана уз обалу Антарктика. Обухвата 8 245 000 км². Са севера га окружују Јужна Шетландска острва, Јужна Оркнијска острва, Јужна Сандвичка острва о острво Буве, са запада и југозапада Антарктичко полуострво, а са југа и југоистока Антарктичко копно. Највећа дубина је 5148 м. Просечна годишња температура површинског слоја воде нижа је од 0 °C, а у дубинама се повећава. Салинитет је мањи од 34‰. Уз копнену обалу пружа се Веделова и Филчнерова (Filchner) ледена баријера. Веделово море обилује китовима, фокама и пингвинима. Открио га је Енглез Џејмс Ведел (James Weddell) 1823. године, по коме је и добило име.
Море је садржано у оквиру два преклапајућа антарктичка територијална потраживања Аргентинског Антарктика, Британске антарктичке територије, а такође се делимично налази и унутар Антарктичке чилеанске територије. У најширем делу ово море има око 2.000 km (1.200 mi) у пречнику, а његова површина је око 2,8×106 km2 (1,1×106 sq mi).
Разне ледене полице, укључујући ледену полицу Филчнер-Роне, обрубљују Веделово море. Неке од ледених полица на источној страни Антарктичког полуострва, које су раније покривале око 10.000 km2 (3.900 sq mi) Веделовог мора, потпуно су нестале до 2002. године. Научници сматрају да Веделово море има најчистију воду од свих мора. Истраживачи са Института Алфред Вегенер, када су пронашли Секијев диск видљив на дубини од  80 m (260 ft) на дана 13. октобра 1986, утврдили су да бистрина одговара чистоћи дестиловане воде.
У својој књизи „Бели континент“ из 1950. године, историчар Томас Р. Хенри пише: „Веделово море је, према сведочењу свих који су пловили његовим водама пуним берга, најварљивији и најтуборнији регион на земљи. Росово море је релативно мирно, предвидљиво и безбедно.“ Он наставља с читавим једним поглављем, причајући о митовима о зеленокосом мерману виђеном у леденим морским водама, о немогућности посада да нађу пут до обале до 1949. године, и о опасном „смрзавању меса“ које је оставило бродове, као што је Endurance Ернеста Шаклетона, на милост и немилост ледених санти.

## Етимологија
Море је добило име по шкотском морнару Џејмсу Веделу који је ушао у море 1823. и првобитно му је дао име по краљу Џорџу ; преименован је у Веделову част 1900. Такође 1823, амерички капетан Бењамин Морел је тврдио да је видео копно неких 10–12° источно од стварне источне границе мора. Он је ово назвао Нови Јужни Гренланд, али његово постојање је оповргнуто када је море потпуније истражено почетком 20. века.
Веделово море је важно подручје формирања дубоке водене масе путем каблирања, главне покретачке снаге термохалинске циркулације. Дубоководне масе се такође формирају каблирањем у северном Атлантику и узроковане су разликама у температури и салинитету воде. У Веделовом мору, то је углавном узроковано искључењем слане воде и хлађењем ветром.

## Историја
Године 1823. британски морепловац Џејмс Ведел открио је Веделово море. Ото Норденскиолд, вођа шведске антарктичке експедиције 1901–1904, провео је зиму на Сноу Хилу са тимом од четири човека када је помоћни брод био опкољен ледом и коначно смрвљен. Посада је успела да стигне до острва Полет где су презимили у примитивној колиби. Норденскиолда и остале је коначно покупила аргентинска морнарица у заливу Хопе. Сви осим једног су преживели.
Антарктички Звук је добио име по експедицијском броду Ота Норденскиолда. Звук који одваја врх Антарктичког полуострва од острва Данди такође је назван „Алеја леда“, због огромних санти леда које се овде често виђају. Острво Сноухил, које се налази источно од Антарктичког полуострва скоро је потпуно прекривен снегом, отуда му и име. Шведска антарктичка експедиција под вођством Ота Норденскиолда изградила је колибу на острву 1902. године, у којој су Норденскиолд и три члана експедиције морали да проведу две зиме.
Године 1915, брод Ернеста Шеклтона, Endurance, остао је заробљен и смрвљен ледом у овом мору. После 15 месеци на пакованом леду Шеклтон и његови људи су успели да стигну до острва Елефант и безбедно се врате. У марту 2022. године објављено је да је добро очувана олупина брода откривена 6,4 km од своје предвиђене локације, на дубини од 3.008 метара.

## Геологија
Као и са другим суседним деловима Антарктика, Веделово море дели заједничку геолошку историју са најјужнијом Јужном Америком. У јужној Патагонији, на почетку андске орогенезе у тектоници екстензије из јуре, створен је басен Рокас Вердес, басен са задњим луком чије преживело проширење према југоистоку формира Веделово море. У касној креди се тектонски режим басена Рокас Вердес променио што је довело до његове трансформације у компресијски предњи басен – басен Магаланес – у кенозоику. Док се то догодило у Јужној Америци, део басена Веделовог мора избегао је тектонику компресије и остао океански басен.

## Океанографија
Веделово море је једна од ретких локација у Светском океану где се формирају дубоке и доње водене масе које доприносе глобалној термохалној циркулацији. Карактеристике извезених водених маса су резултат сложених интеракција између површинског притиска, значајно модификованог процесима леда у мору, динамике океана на прелому епиконтиненталног појаса, и трансформације водене масе на нагибу и подледу.
Циркулацијом у западном Веделовом мору доминира струја која тече ка северу. Ова северна струја је западни део циклонског кружења којe се првенствено покреће ветром, који се зове Веделов круг. Овај ток ка северу служи као примарна сила одласка воде из Веделовог мора, главног места модификације воде океана и формирања дубоких вода, у остатак Светског океана. Веделов круг је хладан површински слој са ниским салинитетом одвојен танком, слабом пикноклином од дебелог слоја релативно топле и слане воде која се назива Веделова дубока вода (ВДВ) и хладног доњег слоја.
Показало се да је циркулацију у Веделовом мору тешко квантификовати. Геопотенцијалне површинске висине изнад нивоа од 1000 dB, израчунате коришћењем историјских података, показују само веома слабе површинске струје. Слични прорачуни који су обављена коришћењем ближе распоређених података такође су показали мале струје. Претпостављало се да је затварање кружења циркулације изазвано Свердруповим транспортом. Веделово море је главно место за формирање дубоких вода.
Дакле, поред компоненте граничне струје покретане ветром, очекује се и дубља циркулација чија динамика и транспорт одражавају унос густе воде у јужно и југозападно Веделово море. Доступни подаци не омогућавају квантификацију запреминских транспорта повезаних са овим западним граничним регионом, или одређивање дубоке конвективне циркулације дуж западне границе.

## Клима
Преовлађивање јаких површинских ветрова паралелних са уским и високим планинским венцем Антарктичког полуострва је изузетна карактеристика времена и климе у области западног Веделовог мора. Ветрови носе хладан ваздух ка нижим географским ширинама и прелазе на југозападњак даље северно.
Ови ветрови су интересантни не само због свог утицаја на температурни режим источно од полуострва, већ и због тога што условљавају заношење леда ка североистоку у Јужни Атлантски океан као последњу грану циркулације у смеру казаљке на сату у нижим слојевима атмосфере дуж обала Веделовог мора. Оштар контраст између ветра, температуре и ледених услова са две стране Антарктичког полуострва је добро познат већ дуги низ година.
Снажни површински ветрови усмерени ка екватору дуж источне стране Антарктичког полуострва могу се појавити у две различите врсте синоптичко-метеоролошких ситуација: интензиван циклон изнад централног Веделовог мора, широки ток стабилног хладног ваздуха од истока ка западу у најнижим 500-до-1000-метарски слој атмосфере изнад централног и/или јужног Веделовог мора према полуострву. Ови услови доводе до гомилања хладног ваздуха на источној ивици планина. Овај процес доводи до формирања гребена високог притиска изнад полуострва (углавном источно од врха) и, према томе, отклона првобитне струје ваздуха према западу удесно, дуж планинског зида.

## Екологија
Веделово море обилује китовима и фокама. Карактеристична фауна мора укључује Веделову фоку и китове убице, грбаве китове, мале китове, морске леопарде и фоке ракоједе који се често виђају током путовања Веделовим морем.
Аделијски пингвин је доминантна врста пингвина у овом удаљеном подручју због њихове адаптације на сурову животну средину. Колонија од више од 100.000 парова Аделијана може се наћи на вулканском острву Паулет.
Око 1997. године, најсевернија колонија царских пингвина откривена је јужно од острва Сноухил у Веделовом мору. Пошто је Веделово море често закрчено тешким наносом леда, потребна су јака пловила ледене класе опремљена хеликоптерима да се стигне до ове колоније.
Године 2021, извештено је да су 2021. године сунђери и други неидентификовани суспензијски хранитељи пронађени како расту испод ледене полице Филчнер-Роне на стени на дубини од 1.233 m (од којих је 872 метра сачињавао лед), 260 km од отворене воде.
У фебруару 2021, Институт за поларна и морска истраживања Алфред Вегенер са РВ Поларстерном, установио је да колонија од око 60 милиона Јонахових ледених риба насељава једну област у Веделовом мору. Процењује се да се колонија простире на око 240 km², са просечно једним гнездом на свака три квадратна метра.